# Age of Mythology: The Titans
Age of Mythology: The Titans is een real-time strategy-computerspel van Ensemble Studios. Het is een uitbreidingspakket van Age of Mythology en kwam in Europa uit op 29 oktober 2003.